# Belgische kampioenschappen atletiek 1956
De Belgische kampioenschappen atletiek 1956 alle Categorieën vonden, voor zowel de mannen als de vrouwen, plaats op 4 en 5 augustus in Brussel.

## Uitslagen
| Atleet             | Prestatie | Onderdeel            | Atlete               | Prestatie |
| ------------------ | --------- | -------------------- | -------------------- | --------- |
| Elie Van Thournout | 11,1 s    | 100 m                | Suzanne Krol         | 13,0 s    |
| Elie Van Thournout | 22,0 s    | 200 m                | Suzanne Krol         | 26,7 s    |
| Roger Moens        | 48,4 s    | 400 m                |                      |           |
| Roger Moens        | 1.47,3    | 800 m                | Maria Kessels        | 2.30,7    |
| Alfred Langenus    | 3.50,2    | 1500 m               |                      |           |
| Frans Herman       | 14.30,4   | 5000 m               | -                    | -         |
| Frans Herman       | 30.33,8   | 10.000 m             | -                    | -         |
| -                  | -         | 80 m horden          | Hilde De Cort        | 12,2 s    |
| Walter Prinsen     | 15,2 s    | 110 m horden         | -                    | -         |
| Marcel Dits        | 25,0 s    | 200 m horden         | -                    | -         |
| Marcel Lambrechts  | 53,7 s    | 400 m horden         | -                    | -         |
| Hedwig Leenaert    | 9.13,4    | 3000 m steeple       | -                    | -         |
| René Jungers       | 1,85 m    | hoogspringen         | Marie-Louise Cauwels | 1,30 m    |
| Jacques Pirlot     | 4,10 m    | polsstokhoogspringen | -                    | -         |
| Aimé Bequet        | 6,79 m    | verspringen          | Maria Gijsels        | 4,92 m    |
| Felix Uyttenbroeck | 14,02 m   | hink-stap-springen   | -                    | -         |
| Willy Wuyts        | 14,68 m   | kogelstoten          | Simone Saenen        | 11,95 m   |
| Christian Dewaay   | 44,48 m   | discuswerpen         | Simone Saenen        | 40,01 m   |
| Victor Mangwele    | 65,38 m   | speerwerpen          | Olga De Ceuster      | 34,83 m   |
| Henri haest        | 51,85 m   | hamerslingeren       | -                    | -         |

1889 · 
1890 · 
1891 · 
1892 · 
1893 · 
1894 · 
1895 · 
1896 · 
1897 · 
1898 · 
1899 · 
1900 · 
1901 · 
1902 · 
1903 · 
1904 · 
1905 · 
1906 ·
1907 ·
1908 · 
1909 · 
1910 · 
1911 · 
1912 · 
1913 · 
1914 · 
1919 · 
1920 · 
1921 · 
1922 · 
1923 · 
1924 · 
1925 · 
1926 · 
1927 · 
1928 · 
1929 · 
1930 · 
1931 · 
1932 · 
1933 · 
1934 · 
1935 · 
1936 · 
1937 · 
1938 · 
1939 · 
1940 · 
1941 · 
1942 · 
1943 · 
1944 · 
1945 · 
1946 · 
1947 · 
1948 · 
1949 · 
1950 · 
1951 · 
1952 · 
1953 · 
1954 · 
1955 · 
1956 · 
1957 · 
1958 · 
1959 · 
1960 · 
1961 · 
1962 · 
1963 · 
1964 · 
1965 · 
1966 · 
1967 · 
1968 · 
1969 · 
1970 · 
1971 · 
1972 · 
1973 · 
1974 · 
1975 · 
1976 · 
1977 · 
1978 · 
1979 · 
1980 · 
1981 · 
1982 · 
1983 · 
1984 · 
1985 · 
1986 · 
1987 · 
1988 · 
1989 · 
1990 · 
1991 · 
1992 · 
1993 · 
1994 ·
1995 · 
1996 · 
1997 · 
1998 · 
1999 · 
2000 · 
2001 · 
2002 · 
2003 · 
2004 · 
2005 · 
2006 · 
2007 · 
2008 · 
2009 · 
2010 · 
2011 · 
2012 · 
2013 · 
2014 · 
2015 · 
2016 · 
2017 · 
2018 · 
2019 · 
2020 · 
2021 · 
2022 · 
2023 · 
2024